# Алея Київська (Краків)
Алея Київська (пол. Aleja Kijowska) — алея розташована в місті Краків, в дільниці V Кроводжа.

## Історія
- XIX століття — створення вулиці Місіонерської, котра вела від Чарне село до церкви Богородиці Лурдської.
- близько 1920 р. — створення вулиці Мазовецької, північна частина якої збіглася з поточним курсом Київської алеї на ділянці від вул. Вроцлавської до вул. Мазовецької[1].
- близько 1960 — створення проспекту Інвалідів, котрий проходив від вул. Місіонерської до вул. Крулєвської по сучасному перебігу алеї Київської[2].
- близько 1975 — створення ділянки між вул. Мазовецькою та вул. Крулєвською[3].
- близько 1980 р. — надання назви Алея Київська.

## Комунікація
- Автобусні лінії: 102, 139, 144, 159, 173, 194, 208, 601
- Трамвайні лінії: 4, 8, 13, 14, 24, 64

## Важливі будівлі
- Костел Бл. Анелі Салави
- Хмарочос Київський
- Комплекс Biprostal
- Середня школа № 51
- Середня школа № 1

## Галерея

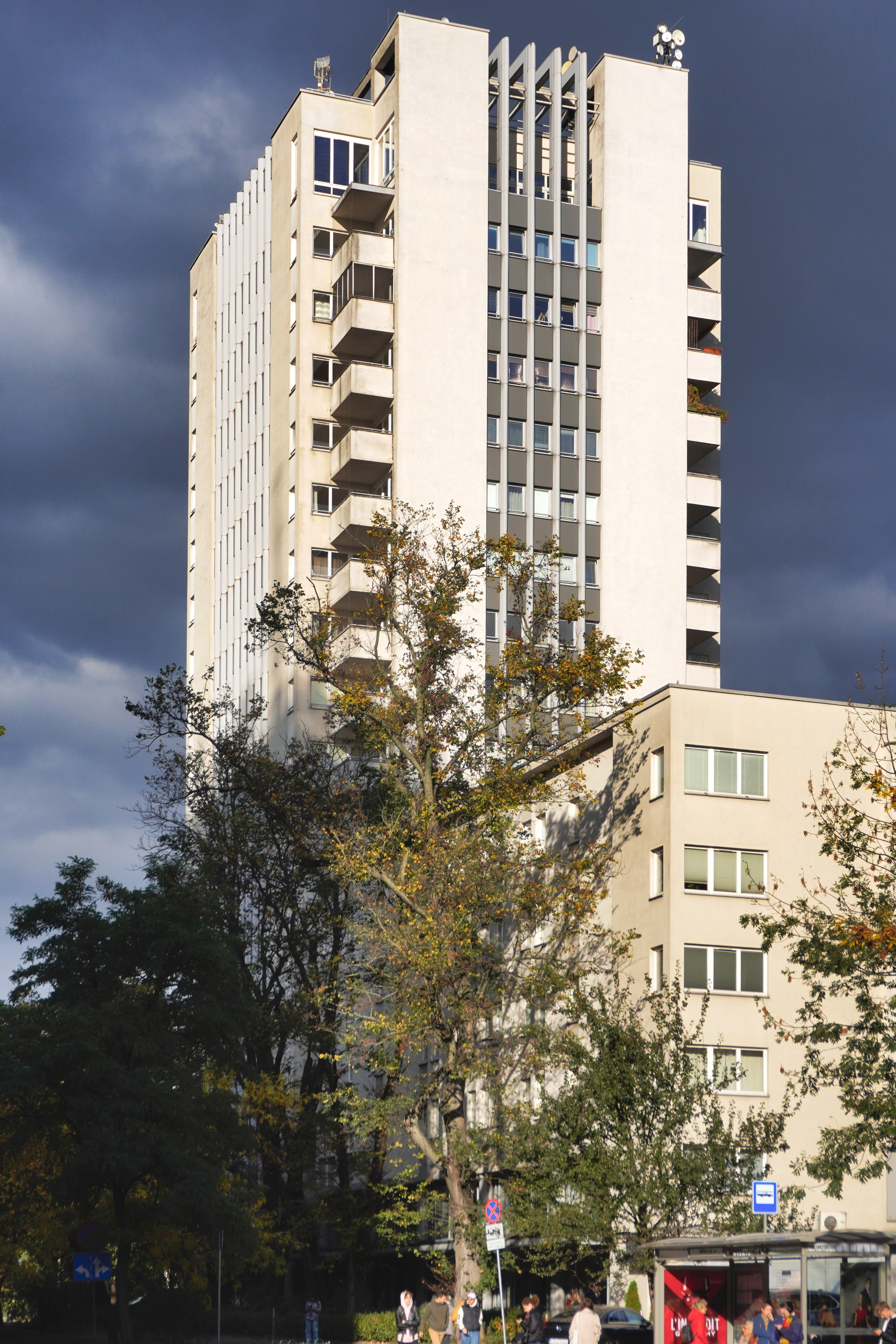
Алея Київська 24 Хмарочос Київський.
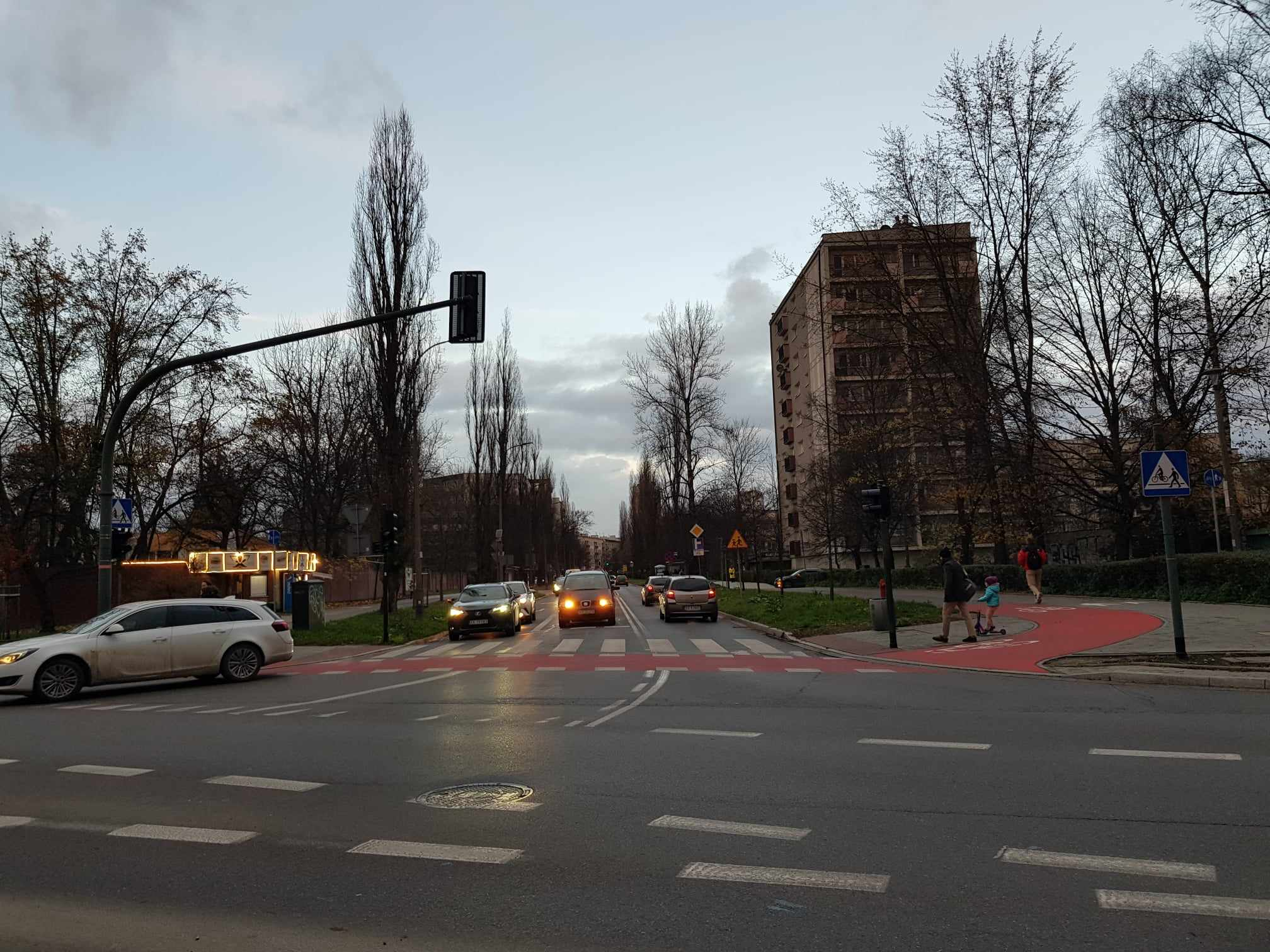
Вид в північним керунку від перехрестя з вул. Чарновєйська.